# فرودگاه تکبانده پورتو کورتز
 فرودگاه تکبانده پورتو کورتز (به انگلیسی: Puerto Cortés Airstrip) یک فرودگاه نظامی با کد یاتا PTC است که یک باند فرود خاک دارد و طول باند آن ۸۴۹ متر است. این فرودگاه در کشور مکزیک قرار دارد و در ارتفاع ۲ متری از سطح دریا واقع شده است.